# 莱富尔 (阿登省)
莱富尔（法語：Laifour，法語發音：[lɛfuʁ]）是法国大東部大區阿登省的一个市镇，属于沙勒维尔-梅济耶尔区。

## 地理
莱富尔（49°54'45"N, 4°41'34"E）面积3.25 平方千米，位于法国大東部大區阿登省，该省份为法国北部内陆省份，西接埃纳省，南至马恩省，东临默兹省，北与比利时接壤。
与莱富尔接壤的市镇（或旧市镇、城区）包括：德维尔、莱马聚尔、蒙泰梅、勒万、昂尚。

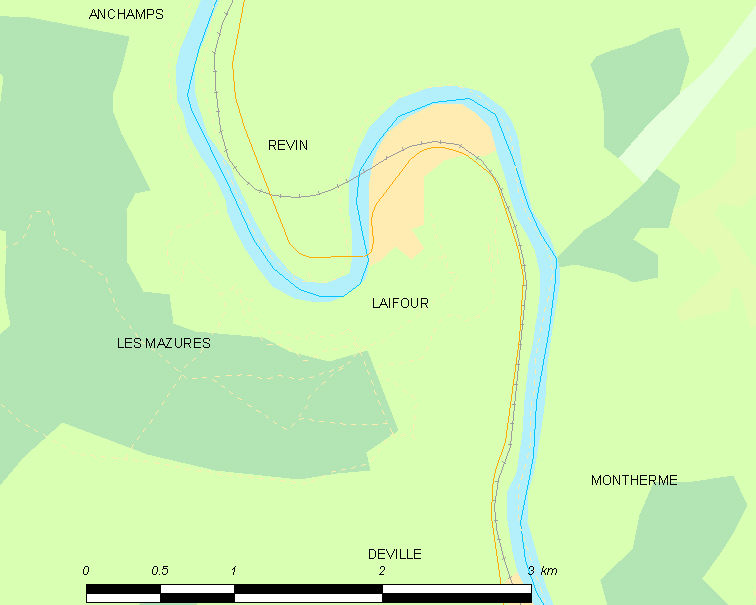
的OSM定位图

莱富尔的时区为UTC+01:00、UTC+02:00（夏令时）。

## 行政
莱富尔的邮政编码为08800，INSEE市镇编码为08242。

## 政治
莱富尔所属的省级选区为默兹河畔博尼县。

## 人口

1962-2008年间人口变化图示

莱富尔于2022年1月1日时的人口数量为410人。